# Heinz Wöltje
Heinz Wöltje   (Hannover, 4 de gener de 1902 - Windhoek, 26 de setembre de 1968) va ser un jugador d'hoquei sobre herba alemany que va competir durant la dècada de 1920.
El 1928 va prendre part en els Jocs Olímpics d'Amsterdam, on va guanyar la medalla de bronze com a membre de l'equip alemany en la competició d'hoquei sobre herba. Fou 12 vegades internacional entre 1925 i 1929.